# Gueorg Wilhelm Timm
Gueorg Wilhelm (Vassili Fiódorovitx) Timm (rus: Васи́лий Фёдорович Ти́мм) fou un pintor i artista gràfic rus. Va néixer a Sorgenfrei, no lluny de Riga, en una família d'arrels alemanyes el 21 de juny del 1820 (correspon al 9 de juny del calendari julià) i morí a Berlín el 19 d'abril del 1895. Fou membre de l'Acadèmia Imperial de les Arts i editor d'un periòdic d'art rus. Va retratar força la vida de la Rússia Imperial a Sant Petersburg, però també en altres indrets de l'imperi, entre els quals Tbilisi a Geòrgia.

## Exemples d'obres

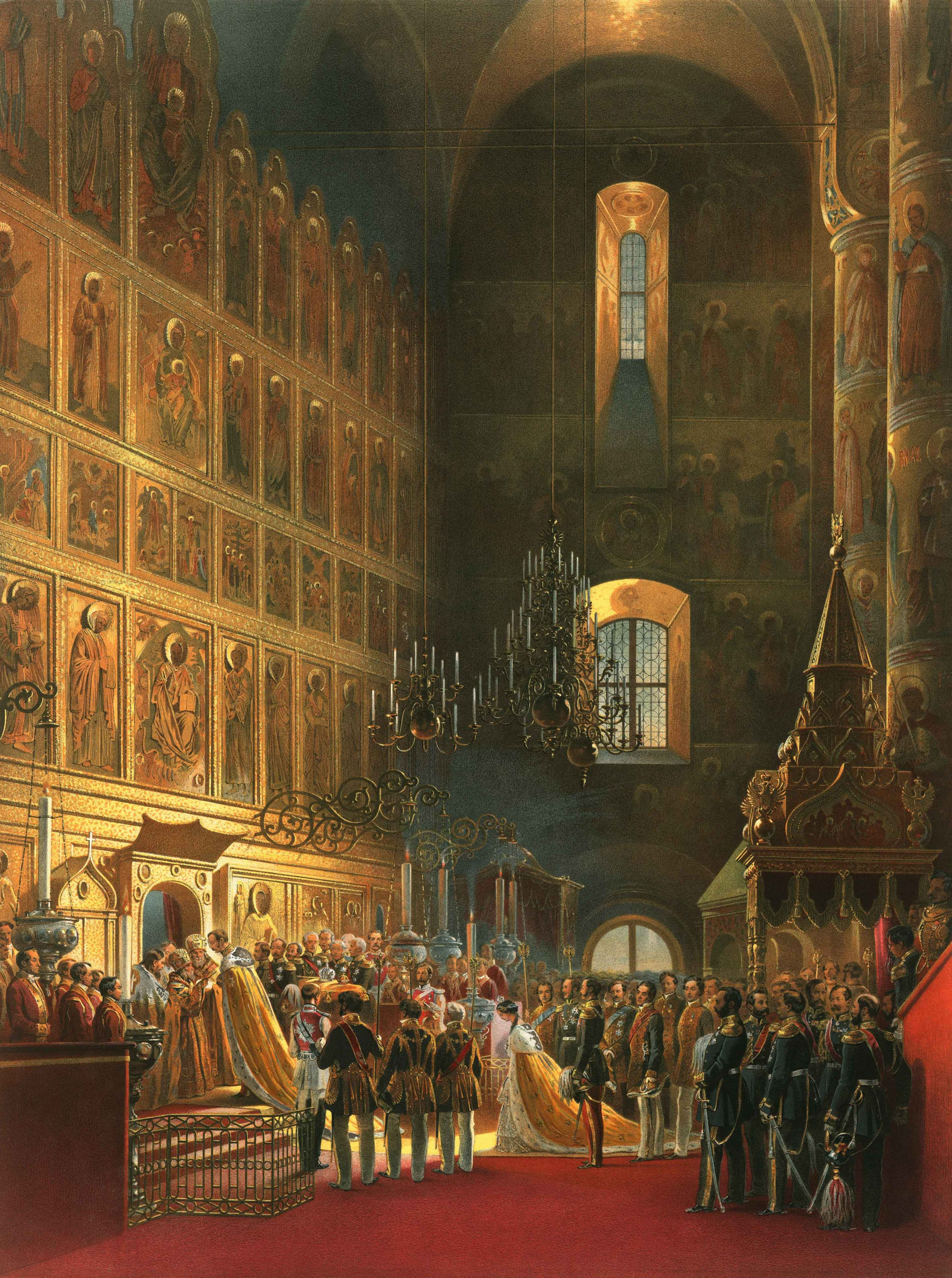
Unció d'Alexandre II, 1856
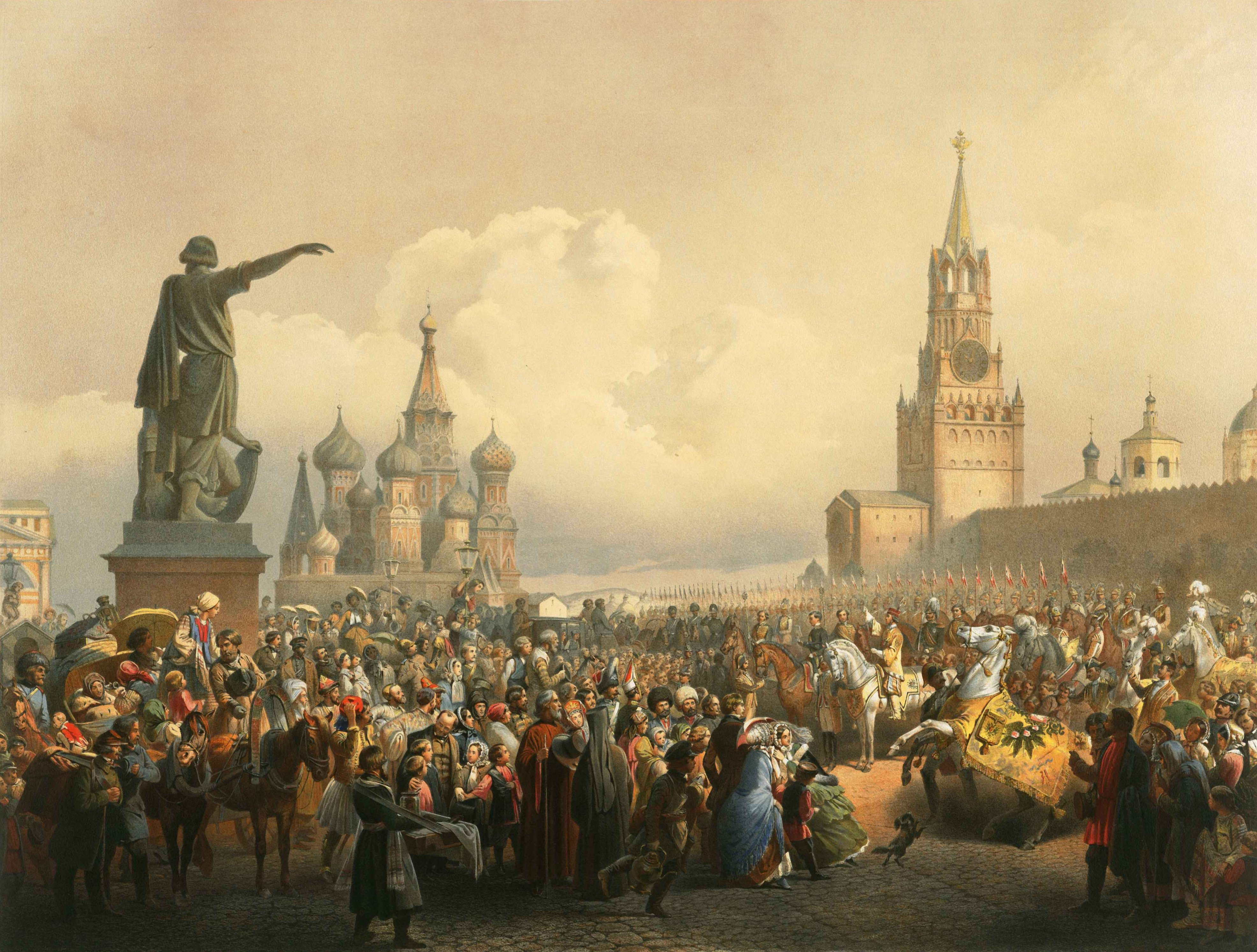
Anunci de la coronació
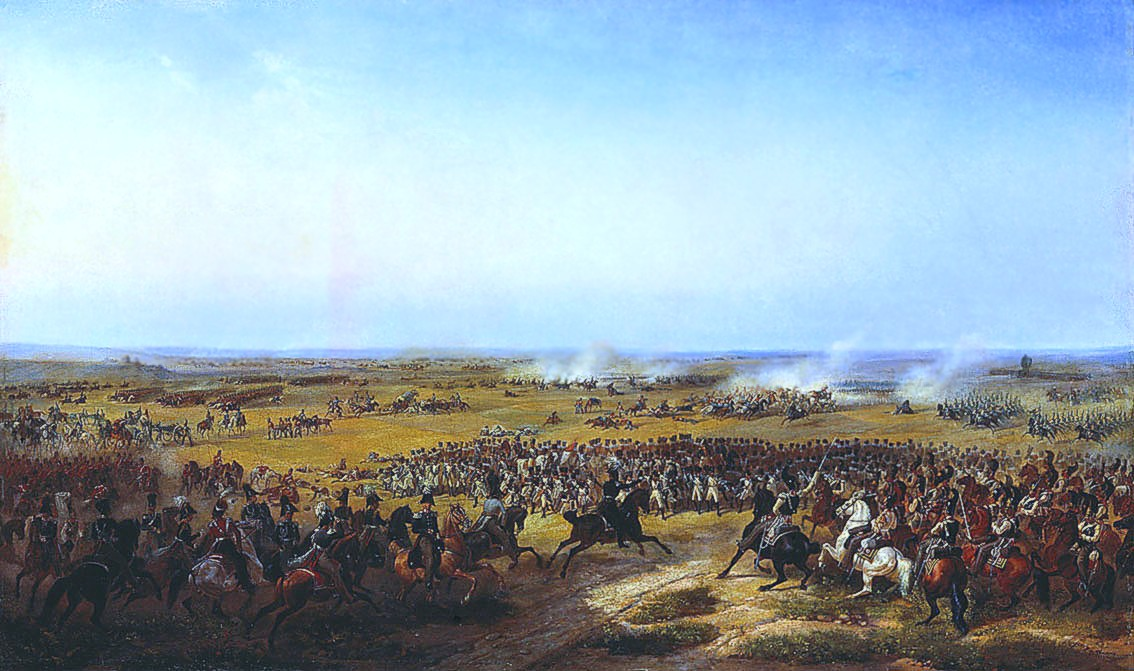
Batalla de Fère-Champenoise, pintat el 1836
Xamil i els seus fills a Sant Petersburg, 1859